# 平康連絡所
平康連絡所（ピョンガンれんらくじょ）は、朝鮮民主主義人民共和国(北朝鮮）江原道平康郡に所在する情報機関で、朝鮮労働党作戦部（現、朝鮮人民軍偵察総局）に所属する工作員侵入基地。別名、第250軍部隊（だい250ぐんぶたい）。3か所ある陸上連絡所のうちの1つ。

## 概要
平康連絡所は、沙里院連絡所（黄海北道沙里院市）・開城連絡所（開城特別市）とならぶ陸上処の連絡所のうちの1つで、工作員の大韓民国北部への非武装地帯を通じた侵入の支援をおこなっている。平康連絡所は、江原道（韓国領）をはじめとする韓国北部への侵入を担当している。

## 参考資料
- 清水惇『北朝鮮情報機関の全貌―独裁政権を支える巨大組織の実態』光人社、2004年5月。ISBN 4-76-981196-9。